# Vesvres-sous-Chalancey
Vesvres-sous-Chalancey – miejscowość i gmina we Francji, w regionie Grand Est, w departamencie Górna Marna.
Według danych na rok 1990 gminę zamieszkiwało 60 osób, a gęstość zaludnienia wynosiła 8 osób/km².